# Карликова жаба Боетгера
Карликова жаба Боетгера (Hymenochirus boettgeri) — вид земноводних з роду Африканська карликова жаба родини Піпові.

## Опис
Загальна довжина досягає 3—3,5 см. Спостерігається статевий диморфізм: самиця більша за самця. Голова має конічну форму. Очі без повік. Тім'яна частина опукла. Тулуб кремезний. Задні кінцівки набагато довші, ніж передні, із пазурами. Пальці обох лап з плавальними перетинками. У самців є пахвові підшкірні залози. Забарвлення коричневе або сіре з невеликими плямами.

## Спосіб життя
Полюбляє дрібні стоячі водойми, зокрема дрібні калюжі та болота. Усе життя проводить у воді. Активна у присмерку або вночі. Живиться різними безхребетними.
Парування відбувається амплексусом. Самиця відкладає у поверхні шари води ікру порціями по 12 шт. Загалом відкладається 150–200 яєць діаметром 1,3 мм. Пуголовки з'являються через 24 години. Метаморфоза триває 27 діб.

## Поширення
Мешкає від Нігерії до Габону й Демократичної республіки Конго.